# Carlos Velasco Peinado
Carlos Velasco Peinado (1842 – Madrid, 6 de mayo de 1888) fue un arquitecto español. 

## Biografía

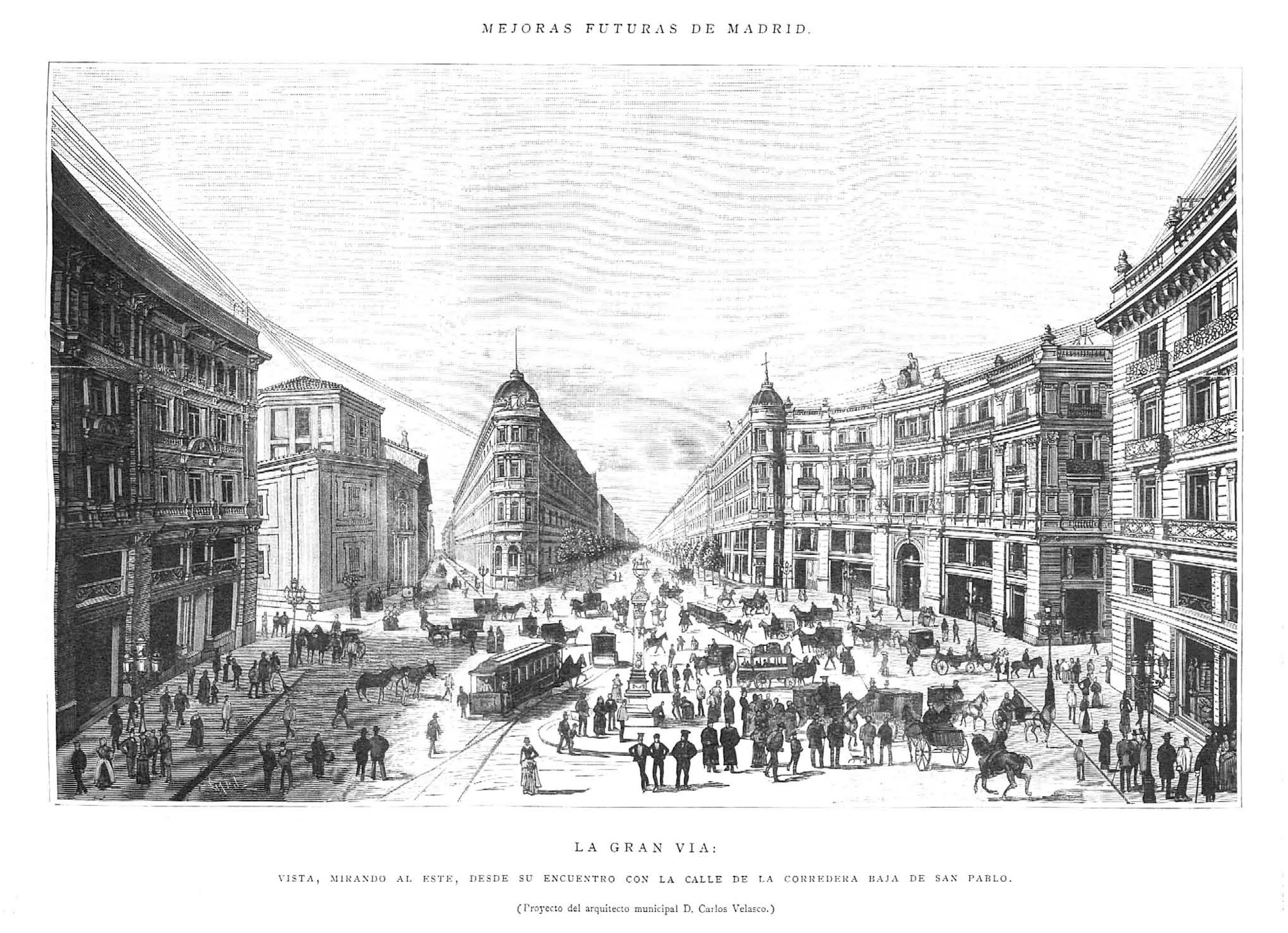
Proyecto de Velasco para la Gran Vía (1888)

Fue uno de los precursores de la reforma interior de Madrid a finales del siglo XIX previa a la realización de la Gran Vía de Madrid, su proyecto se denominaba: "Proyecto de prolongación de la calle Preciados". Consistía en la apertura de una Gran Vía desde la calle de Alcalá hasta la plaza de San Marcial.
El edificio situado en la plaza de Alonso Martínez n.º 7 (antigua calle Génova n.º 1), en Madrid, fue proyectado en 1881 por el arquitecto Carlos Velasco Peinado. Se trata de una construcción de estilo ecléctico de finales del siglo XIX que ocupa una posición destacada en la confluencia entre la plaza y la calle Génova.
Velasco Peinado, también autor del Teatro Lara, diseñó este inmueble como parte del ensanche burgués del barrio de Almagro. La atribución a Velasco Peinado se encuentra documentada en diversas fuentes gráficas y estudios históricos sobre el patrimonio arquitectónico madrileño.
En el año 1867 recibe el título de arquitecto. El 3 de marzo de 1868 será aprobado su "Proyecto de prolongación de la calle Preciados" que le encargará el Ayuntamiento de Madrid siendo alcalde José Abascal. Al morir Carlos, su hijo Carlos Velasco Peyronnet defenderá el proyecto primitivo.
Estuvo casado con Teresa Peyronnet.

## Obra
- Institución Libre de Enseñanza (1881) en el Paseo de la Castellana de Madrid.
- Iglesia San Fermin de los Navarros, edificio neomudéjar proyectado en 1886 por Eugenio Jiménez Corera junto a Velasco, y construido en Madrid de 1886 a 1890.
- Teatro Lara (1881), en Madrid.